# San Salvador de Abeancos
Abeancos (llamada oficialmente San Salvador de Abeancos) es una parroquia del municipio de Mellid, en la provincia de La Coruña, Galicia, España.

## Entidades de población
Entidades de población que forman parte de la parroquia:
- Andeán
- A Martagona
- A Ponte de Pedra
- A Veiga
- Barreiras (As Barreiras)
- Castro
- Compostela
- Curutelo
- Eirexe (A Eirexe)
- Goxán Grande
- Goxán Pequeno
- Guillar
- O Feal
- Pereiras
- Requeixo
- Revolta (A Revolta)
- Sucarreira
- Zaramil

## Demografía
| Gráfica de evolución demográfica de Abeancos entre 2000 y 2018 |
|                                                                |
| Población de derecho según el padrón municipal del INE         |